# Некрополь Гаудо

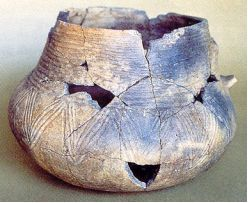
Сосуд культуры Гаудо

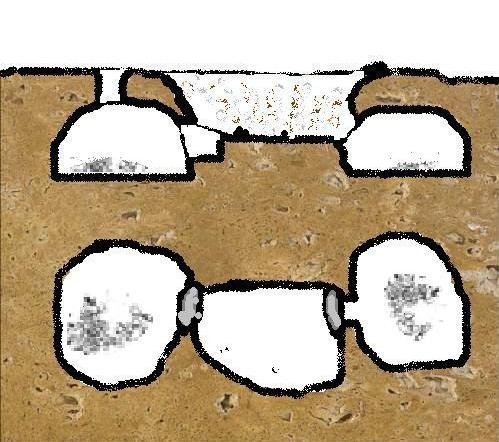
Пример гробницы культуры Гаудо.

Некрополь Гаудо — археологический памятник невдалеке от археологической зоны Пестум.
Наиболее ранние следы поселений в пестумской зоне относятся к эпохе палеолита; более поздние относятся к так называемой «культуре Гаудо».
Примерно в 1 км от Пестума англо-американскими войсками в 1944 году во время сооружения временного аэродрома был обнаружен древний некрополь площадью в 2000 м², включающий 34 могилы. «Гробницы-печи» выдалбливались в скалистой породе и снабжались ступеньками для входа и одной или двумя погребальными камерами.
Погребальный ритуал совершала группа из нескольких людей. После того, как сооружение погребальной камеры завершалось, её заваливали массивной каменной плитой. Гробницы использовались и для последующих подзахоронений; в этом случае останки вновь захороненного покойника помещались на дно гробницы, к предыдущим останкам. В гробницах обнаружены «аскои» — специальные сосуды для соли.
Изучение расположения костей и погребальных даров позволяет предположить, что захоронения были сгруппированы по кланам (вероятно, представлявшим собой воинские объединения).